# Джордан, Мэри
Мэри Джордан (англ. Mary Jordan, 10 ноября 1960 года) — американская журналистка, автор и интервьюер, бо́льшую часть своей карьеры проработавшая в The Washington Post. В 2003 году она совместно со своим мужем была удостоена Пулитцеровской премии за международный репортаж за разоблачение «ужасного состояния системы уголовного правосудия Мексики и её влияния на повседневную жизнь людей».

## Ранняя жизнь и образование
Уроженка Кливленда Мэри Джордан провела свой первый год в университете, изучая ирландскую литературу в Дублине по программе обмена Джорджтаунского университета с Тринити-колледжем. Получив степень бакалавра в 1983 году, она в течение года продолжала своё обучение в магистратуре Колумбийского университета.
Уже после начала журналистской карьеры она была удостоена стипендии Фонда Нимана для обучения в Гарвардском университете в 1989/90 учебном году. В 1994 году Джордан училась в Джорджтаунском университете, готовясь к работе в Токио, а в 1999-м — изучала испанский в течение года в Стэнфордском университете перед назначением в Латинскую Америку.

## Карьера
Свой первый журналистский опыт Джордан получила во время учёбы в Тринити-колледже, когда писала для женской колонки в Irish Press. C 1984 года она освещала проблемы образования и молодёжи для The Washington Post сначала в качестве интерна, позднее — штатного репортёра. Основной её специализацией во время работы для WP стало освещение национальных и международных политических новостей. Например, она освещала Войну в Персидском заливе и осаду «Маунт Кармел» в Техасе. После назначения в отдел международных новостей она провела 14 лет за границей в качестве корреспондента и руководителя филиалов в Токио, Мехико и Лондоне. Всего журналистка писала из более 40 стран.
С 1995 по 1999 год Джордан служила соруководителем филиала Washington Posts Северо-Восточной Азии и освещала политическую повестку в Японии, на Корейском полуострове и на бо́льшей территории Азии. Совместные репортажи журналистки и её мужа корреспондента Washington Post Кевина Салливана выиграли Премию Джорджа Полка в 1998 году, а также награды Ассоциации профессиональных журналистов и Клуба зарубежных корреспондентов.
С июня 2000 года журналистка возглавляла филиал Washington Posts в Мехико. Она прибыла туда за день до знаменательного избрания Висенте Фокса и описала весь процесс перехода страны к демократии. Журналистка и её муж получили Пулитцеровскую премию за международный репортаж 2003 года. В особенности жюри отметило их расследования системы правосудия Мексики. Через шесть лет они вместе с четырьмя фотографами Washington Posts стали финалистами Пулитцеровской премии за рассказы о трудностях, с которыми сталкиваются женщины во всём мире.
С 2010 года Джордан пять лет занимала редакторскую позицию в Washington Post, позднее — вернулась к репортёрской работе, обозревая национальные и международные новости. Например, она освещала борьбу за права женщин в Пакистане, интервьюировала голосовавших за Дональда Трампа. Она участвовала в проектах Американской академии достижений в качестве интервьюера, преподавала журналистику в Джорджтаунском университете. Джордан выступала редактором-основателем и модератором Washington Post Live, организующего форумы и дискуссии об актуальных событиях. Например, в 2012 году она представляла мероприятие, посвящённое 40-летию Уотергейтского скандала.
В 2016 году редакция Washington Post удостоила Джордана премии Юджина Мейера за выдающиеся заслуги перед изданием.

## Семья
Мэри Джордан родилась в семье ирландских иммигрантов Томаса Джордана и Норы Кемпбелл в 1960 году. Её мать, скончавшаяся в 2019-м в возрасте 90 лет, была названа Матерью года в Кливленде в 1994 году.